# Nicolay Weller

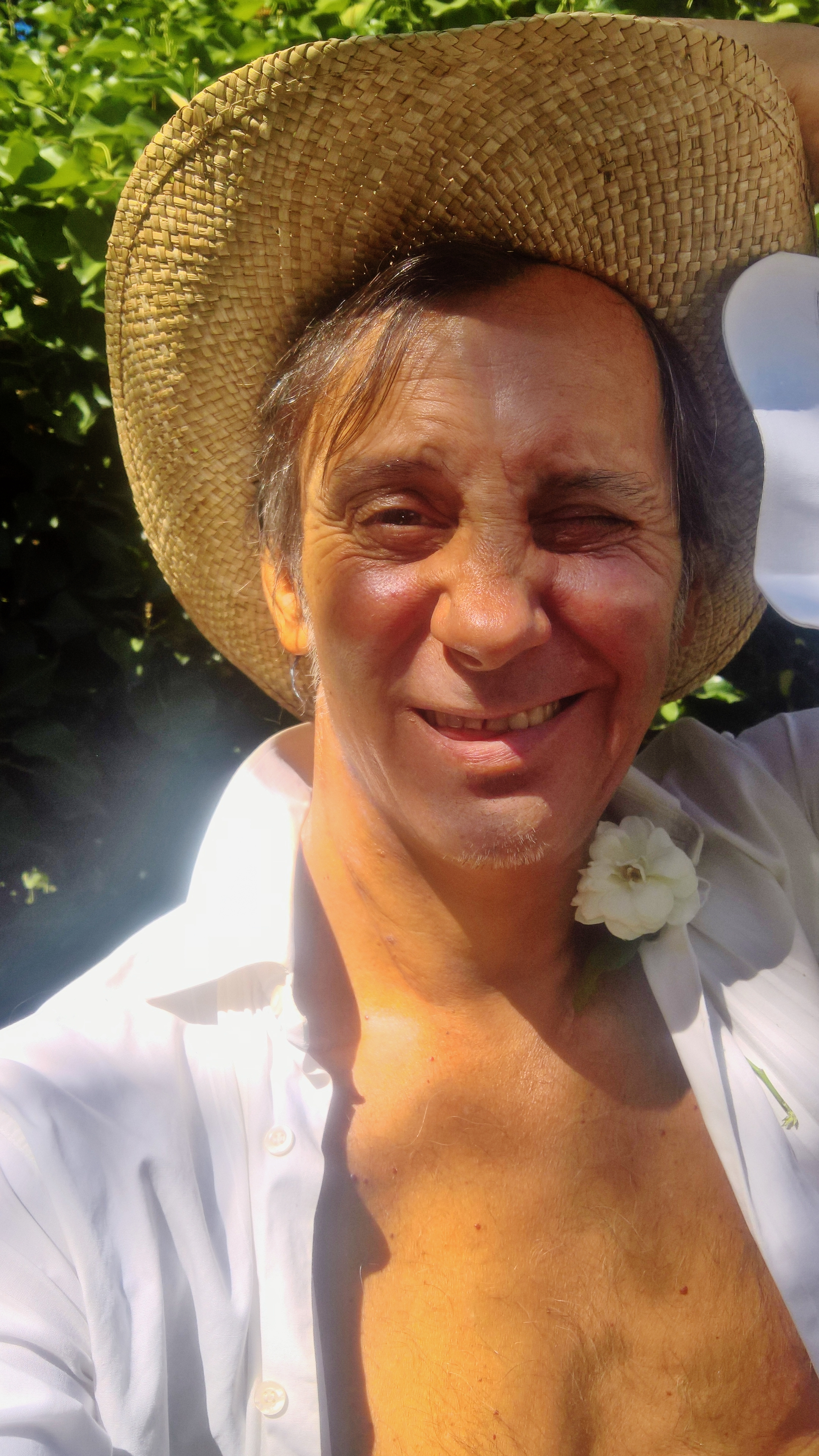
Nicolay Weller (2018)

Nicolay Daniel Weller (* 26. Juni 1966 in Köln) ist ein deutscher Schauspieler.

## Leben
Nicolay Weller kam als Sohn eines Kunsthändlers zur Welt. Er wuchs im Internat Schloss Eringerfeld auf und erlangte dort die mittlere Reife und das Fachabitur.
Nach dem Zivildienst 1990 im Ferdinand-Lentjes-Haus in Düsseldorf machte er eine Lehre als Steuerfachgehilfe, arbeitete als Promoter und moderierte amerikanische Versteigerungen. Er absolvierte ein Praktikum bei Antenne Düsseldorf, arbeitete als DJ, Akquisiteur in der Immobilien/Finanzierungs-Branche und Kunsthändler im familiären Betrieb.
Ende der 1990er Jahre spielte er kleinere Fernsehrollen, fing an Theater zu spielen und gründete das Ensemble Nicolay, mit dem er 2006 seine erste Produktion Geschlossene Gesellschaft von Jean-Paul Sartre im Stahlwerk Düsseldorf inszenierte.
Erste Bekanntheit erlangte Weller 2004 im Fernsehen bei Was nicht passt, wird passend gemacht in der Rolle des Alki-Jupp in der zweiten Staffel und 2008 im Theater Comödie Bochum als ewig betrunkener Butler Brassett in Charleys Tante. Den Koch Tommy Wesenich spielte er in der festen Besetzung 2012 in Unter Uns und 2014 bewies er sich als Kommissar Herbert Löber in dem Rhein-Lahn Kinofilm Bauernopfer.
Weller engagierte sich zwischen 2010 und 2015 ehrenamtlich als Schauspielpatient in der humanmedizinischen Ausbildung der Universität Düsseldorf sowie im Tierschutz.

## Filmografie (Auswahl)
- 1995 SEKHMET (Frank-Michael Rost)
- 1997 Balko (Regie: diverse)
- 1997 Ballermann 6 (Regie:Gernot Roll)
- 1998 Straight Shooter (Regie: Thomas Bohn)
- 1999–2016 Alarm für Cobra 11
- 2000 Picknick (Regie: Jochen Peters)
- 2001 Fish&Dog (Regie: Jochen Peters)
- 2003 Vera die Frau des Sizilianers (Joseph Vilsmaier)
- 2003 SK Kölsch
- 2003 Anwälte der Toten (Regie: Georg Schiemann)
- 2004 Was nicht passt, wird passend gemacht
- 2005 Fredo (Regie: Murat Avas)
- 2005 Culture Jamming – Medien Aktionismus im 21ten Jahrhundert (Regie: David Schwertgen)
- 2006 KTI – Menschen lügen Beweise nicht (Regie: Marcus Willer)
- 2007 Schwarz wie der Tag (Regie: Sebastian Mittag)
- 2007 Wilsberg (Regie: Reinhard Münster)
- 2008 Wenn der Hirte Schafe zählt (Regie: Engin Kundag)
- 2008 Suzan (Regie: Bettina Götz)
- 2008 perSPECTive 2050 (Regie: Jaqueline Grings)
- 2008 Kein Porno (Alexandra Hoffmann)
- 2008 Krupp Eine deutsche Familie (Regie: Carlo Rola)
- 2009 Der aufsässige Staatsdiener – Ein Beamter packt aus (Regie: Valentin Thurn)
- 2010 Die Jägerprüfung (Regie: Bernd Güssbacher)
- 2010 Making of einstürzende Mauern (Regie: Dirk Stratmann)
- 2010 Tavish & Talia – The Siblings´ Tale (Regie: Lisa Rau)
- 2010 Beschattet (Regie: Thomas Güth)
- 2010 Letzte Hoffnung (Regie: Alexander Schwarz)
- 2011 Happy Birthday (Regie: David Fejzuli)
- 2011 Was würden Sie tun – Zivilcourage (Regie: Christian Reiber)
- 2012 Zimmer 255 (Regie: Marvin Meiendresch)
- 2012 Unter Uns
- 2012 BJB Automation – Der Einbruch (Regie: Jan Litzinger)
- 2012 Die schwarzen Brüder (Regie: Xavier J. Koller)
- 2013 Einen Tic besser (Regie: Wladislaw Warkentin)
- 2013 Scheingeld (aka. Der Geldschein)
- 2014 La Vida (Wettbewerbsbeitrag 99 Fire Films Award) (Regie: Marcus Bauer)
- 2014 Mülheim – Tatort rechts vom Rhein (Webserie) (Regie: Judith Weiler)
- 2014 Rhein-Lahn Krimi – Bauernopfer (Regie: Adrian Müller)
- 2014 Herr Norderstedt (Regie: Philip Letz)
- 2016 Mekra Lang – Von Ausserhalb (Regie: Felix Rodenjohann)
- 2016 dorma+kaba AG – Dorma and Kaba become dormakaba (Regie: Felix Rodenjohann)
- 2016 Alarm für Cobra 11 – Die Autobahnpolizei (Kai Meyer-Ricks)
- 2018 Der Fremde in mir (Regie: Torben Andresen)
- 2019 Klinik Bavaria Kreischa Jetzt Bavarianer werden (Dominik 'Dodi' Renner)
- 2020 Visa – Ich zahle Visa (Regie:Thomas Brettschneider)
- 2020 Ausgerechnet Ich – Bootshausmord (Regie:Oliver Moser)
- 2022 Musical/Kurzfilm Spaghetieis (Regie:Katharina Dolle)

## Theater (Auswahl)
- 1999 Impulse – Geschlossene Gesellschaft (als Garcin)
- 2000 Pantarhei freies Theater – Lola Blau. (als Herr Schmidt, Herr Novak)
- 2000 Pantarhei freies Theater – Der Eismann kommt (als Theodore Hickmann)
- 2002 Wasserturm Meerbusch – Draussen vor der Tür (als alter Mann)
- 2002 Wasserturm Meerbusch – Sommernachtstraum (als Quince)
- 2005 Stahlwerk Düsseldorf – Prime Time Show (als Entführer)
- 2006 Stahlwerk Düsseldorf – Geschlossene Gesellschaft (als Garcin)
- 2007 Kolpinghaus Düsseldorf – Das Missverständnis (als Jan)
- 2007 Ebertbad Oberhausen – Elegies for Angels, Punks and Raging Queens (als Paul/Vietnamkrieger)
- 2008 Kunsthalle Düsseldorf – Singplay-Tableau Vivant (als Paul, Sein Freund)
- 2008 Comödie Bochum – Charleys Tante (als Brassett)
- 2009 Jakubowski.Köln – Ritze 37.9* (als Schmidt)
- 2009 Jakubowski-Köln – Summa cum Laude 37,9* (als Professor, Kind)
- 2010 Schauspielhaus Wuppertal – Die 24 h von (als Einkäufer, Zwerg)
- 2011 Stedinger Freilichtspiele Bremen – Lever dot as Slov (als Burkhart Mühlherr)
- 2016 kammerSPIELCHEN Wuppertal – Unsere Frauen  (als Paul)
- 2017–2019 Theater am Puls Schwetzingen – Ein Volksfeind (als Aslaksen)
- 2019 Theater hilft Leben / Bürgerhaus Langenberg – Hämon & Antigone (als Söldner)
- 2019–2020 Theater Tiefrot – Nathan der Weise